# Terra di Wilkes

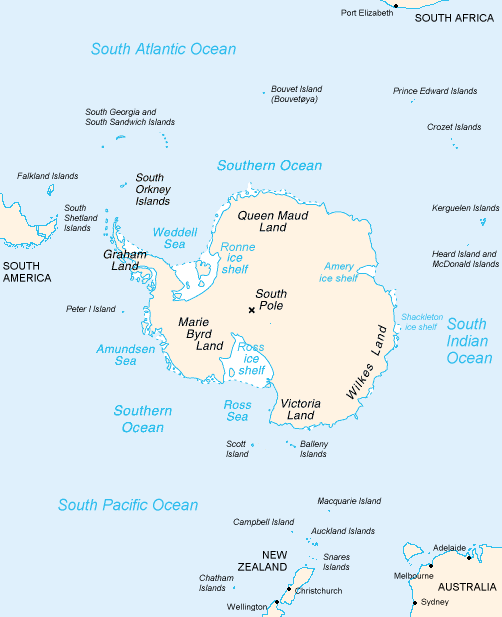
Mappa dell'Antartide con la Terra di Wilkes sulla destra.

La Terra di Wilkes è una vasta regione dell'Antartide Orientale, formalmente rivendicata dall'Australia come parte del Territorio Antartico Australiano, anche se la validità di questa pretesa è stata sospesa dal Trattato Antartico, di cui l'Australia è uno dei firmatari.

## Descrizione
È localizzata a sud dell'Oceano Indiano tra la Terra della Regina Maud e la Terra Adelia, compresa tra capo Hordern a 100° 31' E. e punto Pourquoi Pas, a 136° 11' E. La regione si estende per una lunghezza di circa 2.600 km in direzione del Polo sud, con una superficie di circa 2.600.000 km², per la maggior parte ricoperta di ghiacci. È ulteriormente suddivisa nelle seguenti zone costiere:
1. Costa di Knox: da 100°31' E a 109°16' E
2. Costa di Budd: da 109°16' E a 115°33' E
3. Costa di Sabrina: da 115°33' E a 122°05' E
4. Costa Banzare: da 122°05' E a 130°10' E
5. Costa di Clarie: da 130°10' E a 136°11' E

Suddivisioni della Terra di Wikes

Venne ribattezzata con il suo nome attuale in onore di Charles Wilkes, esploratore statunitense che guidò una spedizione per il suo paese tra il 1838 e il 1842. In questa regione è stato scoperto un enorme cratere che giace un chilometro e mezzo sotto i ghiacci: il Cratere della Terra di Wilkes.